# Inez Hollander
Inez Hollander (1965), ook bekend als Inez Hollander Lake, is een Nederlandse schrijfster. 
Inez Hollander studeerde Engels in Nederland en in het Verenigd Koninkrijk en promoveerde in de Amerikaanse letteren in de Verenigde Staten. In 1994 emigreerde zij naar de Verenigde Staten, waar ze trouwde met een Amerikaan. Ze is docent Neerlandistiek aan de UC Berkeley in San Francisco. 
Ze is een grondlegger van de Noord-Californische afdeling van Nederland America Foundation. Zij arrangeerde ook een Amerikaanse tournee voor de Nederlandse schrijver en historicus Geert Mak.

## Werken
- The Road from Pompei's Head - The Life and Work of Hamilton Basso (1999) - een biografie van schrijver Hamilton Basso (1904-1964)
- Ontwaken uit de Amerikaanse droom (2004) - over leven in de Verenigde Staten
- Silenced voices (2008), in het Nederlands Verstilde stemmen en verzwegen levens, (2009) - beschrijving van het leven van de familie van haar oom en tante en hun drie kinderen in de periode 1942-1945 in de kampen Malang (De Wijk) en Banjoebiroe - (kamp 10 en 11) op Java, en uitgebreid onderzoek naar de politieke situatie voor en na die periode.